# Lola Bensky
Lola Bensky est un roman de l'écrivaine australienne Lily Brett paru originellement en 2013 et dans sa traduction française le 7 mai 2014. Le roman reçoit le prix Médicis étranger en 2014.

## Éditions
- La Grande Ourse, 2014  (ISBN 979-1091416061)
- 10/18, 2016  (ISBN 978-2264066251)